# Liste der Bodendenkmäler in Buch am Erlbach
Auf dieser Seite sind die Bodendenkmäler in der niederbayerischen Gemeinde Buch am Erlbach zusammengestellt. Diese Tabelle ist eine Teilliste der Liste der Bodendenkmäler in Bayern. Grundlage ist die Bayerische Denkmalliste, die auf Basis des Bayerischen Denkmalschutzgesetzes vom 1. Oktober 1973 erstmals erstellt wurde und seither durch das Bayerische Landesamt für Denkmalpflege geführt wird. Die folgenden Angaben ersetzen nicht die rechtsverbindliche Auskunft der Denkmalschutzbehörde.

## Bodendenkmäler in Buch am Erlbach
| Lage       | Objekt | Akten-Nr.     | Bild |
| ---------- | --- | ------------- | ---- |
| (Standort) | Verebnete Grabhügel vorgeschichtlicher Zeitstellung. | D-2-7537-0001 |      |
| (Standort) | Grabhügel vorgeschichtlicher Zeitstellung. | D-2-7538-0001 |      |
| (Standort) | Verebnete Grabhügel vorgeschichtlicher Zeitstellung, u. a. der Hallstattzeit. | D-2-7538-0002 |      |
| (Standort) | Grabenwerk und Siedlung der späten Hallstatt- und frühen Latènezeit. Siedlung der frühen Bronzezeit und der römischen Kaiserzeit. | D-2-7538-0003 |      |
| (Standort) | Verebnetes viereckiges Grabenwerk der Urnenfelder- oder Hallstattzeit. Siedlung allgemein vorgeschichter Zeitstellung, der Metallzeiten, u. a. der mittleren Bronzezeit, der Hallstatt- und der späten Latènezeit.                                | D-2-7538-0004 |      |
| (Standort) | Verebnete Grabhügel der Hallstattzeit, Siedlung der Bronze- und Urnenfelderzeit, der Hallstattzeit, der späten Latènezeit und der römischen Kaiserzeit, Bestattungsplatz der Urnenfelderzeit, der späten Latènezeit und der römischen Kaiserzeit. | D-2-7538-0005 |      |
| (Standort) | Teilstück der Römerstraße Moos–Augsburg. | D-2-7538-0006 |      |
| (Standort) | Villa rustica der mittleren römischen Kaiserzeit. Metallzeitliche Siedlung, u. a. der späten Bronze- oder Urnenfelderzeit | D-2-7538-0008 |      |
| (Standort) | Körpergräber des Mittelalters oder der Neuzeit. | D-2-7538-0010 |      |
| (Standort) | Frühmittelalterliche Reihengräber. | D-2-7538-0011 |      |
| (Standort) | Verebnete Grabhügel vorgeschichtlicher Zeitstellung, u. a. der Hallstattzeit. Siedlung der Latènezeit und der römischen Kaiserzeit. | D-2-7538-0012 |      |
| (Standort) | Verebnete Grabhügel und Siedlung vor- und frühgeschichtlicher Zeitstellung. | D-2-7538-0013 |      |
| (Standort) | Siedlung und Körpergräber vor- und frühgeschichtlicher Zeitstellung. | D-2-7538-0014 |      |
| (Standort) | Siedlung vor- und frühgeschichtlicher Zeitstellung. | D-2-7538-0015 |      |
| (Standort) | Verebnete Grabhügel vorgeschichtlicher Zeitstellung, u. a. der Bronze-/Urnenfelderzeit und der Latènezeit, u. a. der späten Latènezeit. | D-2-7538-0016 |      |
| (Standort) | Verebnete Grabhügel vorgeschichtlicher Zeitstellung. | D-2-7538-0017 |      |
| (Standort) | Verebnete Grabhügel vorgeschichtlicher Zeitstellung. | D-2-7538-0018 |      |
| (Standort) | Verebnete Grabhügel vorgeschichtlicher Zeitstellung. | D-2-7538-0019 |      |
| (Standort) | Verebnete Grabhügel vorgeschichtlicher Zeitstellung. | D-2-7538-0020 |      |
| (Standort) | Verebnete Grabhügel mit Kreisgräben vorgeschichtlicher Zeitstellung. | D-2-7538-0021 |      |
| (Standort) | Verebnete Grabhügel mit Kreisgräben vorgeschichtlicher Zeitstellung, u. a. der mittleren Bronzezeit, Bestattungsplatz der Latènezeit, Siedlung der römischen Kaiserzeit.                                                                          | D-2-7538-0022 |      |
| (Standort) | Teilstück der Römerstraße Moos–Augsburg. Siedlung der römischen Kaiserzeit. | D-2-7538-0023 |      |
| (Standort) | Siedlung vor- und frühgeschichtlicher Zeitstellung. | D-2-7538-0025 |      |
| (Standort) | Verebnetes viereckiges Grabenwerk der Hallstattzeit, Siedlung der frühen Bronzezeit und der Hallstattzeit, Brandgräber der Hallstattzeit. | D-2-7538-0026 |      |
| (Standort) | Siedlung und verebnete Grabhügel vor- und frühgeschichtlicher Zeitstellung. | D-2-7538-0027 |      |
| (Standort) | Siedlung vor- und frühgeschichtlicher Zeitstellung. | D-2-7538-0029 |      |
| (Standort) | Siedlung vor- und frühgeschichtlicher Zeitstellung. | D-2-7538-0030 |      |
| (Standort) | Siedlung vor- und frühgeschichtlicher Zeitstellung. | D-2-7538-0031 |      |
| (Standort) | Siedlung vor- und frühgeschichtlicher Zeitstellung. | D-2-7538-0032 |      |
| (Standort) | Verebnete Grabhügel vorgeschichtlicher Zeitstellung. | D-2-7538-0033 |      |
| (Standort) | Verebnete vorgeschichtliche Grabhügel und Siedlung vor- und frühgeschichtlicher Zeitstellung. | D-2-7538-0034 |      |
| (Standort) | Verebnete Grabhügel vorgeschichtlicher Zeitstellung. | D-2-7538-0035 |      |
| (Standort) | Siedlung und verebnetes Grabenwerk vor- und frühgeschichtlicher Zeitstellung. | D-2-7538-0036 |      |
| (Standort) | Verebneter vorgeschichtlicher Grabhügel und Siedlung vor- und frühgeschichtlicher Zeitstellung. | D-2-7538-0037 |      |
| (Standort) | Verebnete vorgeschichtliche Grabhügel und Siedlung vor- und frühgeschichtlicher Zeitstellung. | D-2-7538-0038 |      |
| (Standort) | Siedlung vor- und frühgeschichtlicher Zeitstellung. | D-2-7538-0039 |      |
| (Standort) | Siedlung vor- und frühgeschichtlicher Zeitstellung. | D-2-7538-0040 |      |
| (Standort) | Siedlung vor- und frühgeschichtlicher Zeitstellung. | D-2-7538-0041 |      |
| (Standort) | Siedlung vor- und frühgeschichtlicher Zeitstellung | D-2-7538-0042 |      |
| (Standort) | Verebnete Grabhügel vorgeschichtlicher Zeitstellung. | D-2-7538-0043 |      |
| (Standort) | Siedlung und verebnetes Grabenwerk mit zwei Gräben vor- und frühgeschichtlicher Zeitstellung. | D-2-7538-0044 |      |
| (Standort) | Siedlung vor- und frühgeschichtlicher Zeitstellung. | D-2-7538-0045 |      |
| (Standort) | Siedlung und verebnete Grabhügel vor- und frühgeschichtlicher Zeitstellung. | D-2-7538-0046 |      |
| (Standort) | Siedlung vor- und frühgeschichtlicher Zeitstellung. | D-2-7538-0047 |      |
| (Standort) | Siedlung vor- und frühgeschichtlicher Zeitstellung. | D-2-7538-0048 |      |
| (Standort) | Siedlung vor- und frühgeschichtlicher Zeitstellung. | D-2-7538-0049 |      |
| (Standort) | Siedlung vor- und frühgeschichtlicher Zeitstellung. | D-2-7538-0050 |      |
| (Standort) | Siedlung vor- und frühgeschichtlicher Zeitstellung. | D-2-7538-0051 |      |
| (Standort) | Siedlung vorgeschichtlicher Zeitstellung, u. a. des Neolithikums und der Hallstattzeit. | D-2-7538-0052 |      |
| (Standort) | Grabhügel vorgeschichtlicher Zeitstellung. | D-2-7538-0053 |      |
| (Standort) | Verebnetes Grabenwerk vor- und frühgeschichtlicher Zeitstellung sowie Siedlung der mittleren und späten Latènezeit. | D-2-7538-0054 |      |
| (Standort) | Siedlung und verebnete Grabhügel vor- und frühgeschichtlicher Zeitstellung. | D-2-7538-0055 |      |
| (Standort) | Siedlung vor- und frühgeschichtlicher Zeitstellung. | D-2-7538-0056 |      |
| (Standort) | Siedlung vor- und frühgeschichtlicher Zeitstellung. | D-2-7538-0057 |      |
| (Standort) | Siedlung vor- und frühgeschichtlicher Zeitstellung. | D-2-7538-0058 |      |
| (Standort) | Verebnete Grabhügel vorgeschichtlicher Zeitstellung. | D-2-7538-0059 |      |
| (Standort) | Siedlung und verebnetes Grabenwerk vor- und frühgeschichtlicher Zeitstellung. | D-2-7538-0061 |      |
| (Standort) | Verebnete Grabhügel vor- und frühgeschichtlicher Zeitstellung. | D-2-7538-0063 |      |
| (Standort) | Siedlung vor- und frühgeschichtlicher Zeitstellung. | D-2-7538-0064 |      |
| (Standort) | Verebnete vorgeschichtliche Grabhügel und Siedlung vor- und frühgeschichtlicher Zeitstellung. | D-2-7538-0241 |      |
| (Standort) | Siedlung vor- und frühgeschichtlicher Zeitstellung. | D-2-7538-0249 |      |
| (Standort) | Verebnetes Grabenwerk und Siedlung vor- und frühgeschichtlicher Zeitstellung. | D-2-7538-0250 |      |
| (Standort) | Siedlung vor- und frühgeschichtlicher Zeitstellung. | D-2-7538-0251 |      |
| (Standort) | Verebneter Grabhügel mit Kreisgraben vorgeschichtlicher Zeitstellung. | D-2-7538-0254 |      |
| (Standort) | Siedlung vor- und frühgeschichtlicher Zeitstellung, u. a. der Urnenfelderzeit und der römischen Kaiserzeit sowie des Mittelalters bzw. der Neuzeit.                                                                                               | D-2-7538-0291 |      |
| (Standort) | Untertägige mittelalterliche und frühneuzeitliche Befunde im Bereich der katholischen Filialkirche St. Michael in Holzen, darunter Spuren von Vorgängerbauten bzw. älteren Bauphasen.                                                             | D-2-7538-0309 |      |
| (Standort) | Untertägige mittelalterliche und frühneuzeitliche Befunde im Bereich der katholischen Filialkirche St. Gregor in Vatersdorf, darunter Spuren von Vorgängerbauten bzw. älteren Bauphasen.                                                          | D-2-7538-0313 |      |
| (Standort) | Untertägige mittelalterliche und frühneuzeitliche Befunde im Bereich der katholischen Filialkirche St. Michael in Thann, darunter Spuren von Vorgängerbauten bzw. älteren Bauphasen.                                                              | D-2-7538-0315 |      |
| (Standort) | Untertägige mittelalterliche und frühneuzeitliche Befunde im Bereich der katholischen Filialkirche St. Margaretha in Freidling, darunter Spuren von Vorgängerbauten bzw. älteren Bauphasen.                                                       | D-2-7538-0319 |      |
| (Standort) | Untertägige mittelalterliche und frühneuzeitliche Befunde im Bereich der katholischen Filialkirche St. Nikolaus in Obererlbach, darunter Spuren von Vorgängerbauten bzw. älteren Bauphasen.                                                       | D-2-7538-0321 |      |
| (Standort) | Untertägige mittelalterliche und frühneuzeitliche Befunde im Bereich der katholischen Pfarrkirche St. Peter und Paul in Buch am Erlbach, darunter Spuren von Vorgängerbauten bzw. älteren Bauphasen.                                              | D-2-7538-0323 |      |
| (Standort) | Grabhügel vorgeschichtlicher Zeitstellung. | D-2-7538-0360 |      |
| (Standort) | Grabhügel vorgeschichtlicher Zeitstellung. | D-2-7538-0361 |      |
| (Standort) | Siedlung vor- und frühgeschichtlicher Zeitstellung. | D-2-7538-0362 |      |